# ترزیا مورا
ترزیا مورا (مجاری: Terézia Mora؛ تلفظ مجاری: [ˈtɛre:ziɒ ˈmorɒ]ِ؛ زادهٔ ۵ فوریهٔ ۱۹۷۱) فیلم‌نامه‌نویس، مترجم، و نویسندهٔ مجارستانی است.
مورا در شهر شپرن واقع در جمهوری خلق مجارستان در خانواده‌ای با ریشه‌های آلمانی به دنیا آمد. پس از تغییرات سیاسی مجارستان در سال ۱۹۹۰ برای تحصیل در رشته‌ی مطالعات مجاری و درام در دانشگاه هومبولت برلین به آلمان نقل مکان کرد. از سال ۱۹۹۸ او در برلین زندگی می‌کند و به عنوان یک نویسندهٔ آزاد، به آلمانی می‌نویسد. مورا در سال ۲۰۱۸ برندهٔ جایزهٔ گئورگ بوشنر شد.